# Amedeo Nasalli Rocca
Amedeo Nasalli-Rocca (* 2. August 1852 in Piacenza; † 1926 in Pisa) war ein Präfekt im Königreich Italien.
Er war der Sohn von Conte Giuseppe Nasalli Rocca (1823–1909).
Er war verheiratet mit:
1. Antonietta dei Conti Leoni († 1900)
2. 1911 Leonia von Fontaine (1834–1934)
3. Maria Teresa (1854–1934)[1]

## Präfekt in Kalabrien
Von 1901 bis zum 10. Dezember 1903 war er Präfekt der Region Kalabrien.

## Präfekt in Venedig
Von 10. Oktober 1907 bis 15. August 1911 war er Präfekt von Venedig. Anschließend wurde er beurlaubt. (collocato in aspettativa per ragioni di servizio)
Die Periode 30. März 1911 bis 29. September 1913 gehörte zu den Regierungszeiten von Giovanni Giolitti als Vorsitzenden des Ministerrates. Innenminister war Luigi Luzzatti. Dieser hatte in einem Artikel vom 7. Januar 1911 in La Stampa Die „Befreiung“ Italiens von den Zigeunern propagiert, denen er vorwarf die, Cholera nach Apulien importiert zu haben.
1911 machte Giolitti die Zensur der Cholera in Venedig zur Staatsraison.
Graf Amedeo Nasalli Rocca, von Oktober 1907 bis zu seiner Pensionierung am 15. August 1911 (offiziell – innerhalb einer Woche – aus gesundheitlichen Gründen), Anfang Juni 1911 war Nasalli Rocca bekannt, dass 41 Fälle von Cholera vom 22. Mai bis 9. Juni diagnostiziert worden waren. Die Mehrheit der Opfer waren arm und weiblich und im allen Teilen Venedig wohnend: Castello, Cannaregio, Murno, Burano und Pellestrina.
Die Sterblichkeitsrate wurde mit 26 Prozent angegeben was unter der der vergangenen Ausbrüche lag. Die fügsame Bevölkerung ertrug die Epidemie und gegen Nasalli Roccas Plan, die Opfer auf Sacca Sessola zu isolieren, obwohl dieses Sakralbau schlecht mit Strom und Trinkwasser versorgt war, regte sich kein Widerstand. Neben seinen Aktivitäten zum Eindämmen der Krankheit bemühte sich der Präfekt, die ausländische Presse über die Vorgänge zum Schweigen zubringen und stellte Berichte in Berlin und Wien als Kampagne gegen die Interessen und Wohlstand von Venedig dar.
Bei der lokalen Presse verfing das Argument eine Panik zu vermeiden, worauf diese das Thema pflichtbewusst ignorierte.
Amedeo Nasalli Rocca reichte die Daten über die Opfer an die Regierung in Rom weiter. Worauf er vom neuen Premierminister Giolitti, als unklug und taktlos, ein solches Thema in Rom vorzubringen qualifiziert wurde.
Ende Mai 1911 lagen in Venedig zwei Fälle von asiatischer Cholera, welche durch Kochs Labortests bakteriologisch bestätigt waren vor.
Beunruhigt über die Cholera und das Verschweigen, trat die Associazione medica della città e provincia di Venezia unter dem Vorsitz von Davide Giordano am 31. Mai 1911 zusammen, protestierte gegen die offizielle Geheimhaltungspolitik, forderte eine öffentliche Informationskampagne zur Gesundheitserziehung und veröffentlichte eine Erklärung:

“I Medici Primari e Secondari dell’Ospedale Civile di Venezia, convocati per invito dell’Associazione degli Assistenti Ospitalieri, di fronte alle attuali manifestazioni di colera, invitano le autorità a comunicare ai medici i più esatti dati sull’andamento epidemiologico e clinico della malattia; ciò che finora non venne fatto, mentre è necessaria, per la stessa opera pratica del sanitario, la conoscenza delle forme, con le quali una malattia non comune si manifesta; ritengono che venga affidata a persone competenti una intensa ed immediata opera di propaganda profilattica popolare e di vigilanza scrupolosa sulle abitazioni, specialmente dei quartieri poveri; pertanto si ritengono fin d’ora pronti, nella misura che gli eventi richiedano e il servizio ospedaliero consenta, a dare la propria opera, consci che alle responsabilitá oggi assunte corrisponde l’obbligo assoluto di compiere il proprio dovere di medici e di cittadini”

In der Neuen Freien Presse vom 9. Juni 1911 wurde die außerordentliche Sitzung der Camera Sanitaria z. B. so kommentiert:
Aus Venedig wird berichtet: Die Ärztekammer der Stadt und Provinz Venedig hat in einer eigens hierzu einberufenen Sitzung am 31. Mai 1911 ihrem Bedauern darüber Ausdruck gegeben, dass angesichts der herrschenden Choleraepidemie infolge der Ungeschicklichkeit der Behörden die tatsächlichen Gesundheitsverhältnisse der Stadt Venedig verschwiegen wurden. Hierdurch werde die Tätigkeit der berufenen Sanitätsbehörde gehemmt. Die Kammer fordert ihren Vorstand auf, alle Mittel zur Aufklärung und hygienischen Prophylaxe zu ergreifen, beziehungsweise durchzusetzen, die zur Eindämmung der Krankheit erforderlich sind.
Als der Artikel erschien, war Davide Giordano bereits von seinem Amt als Präsident der Camera Sanitaria della Città e Provincia di Venezia zurückgetreten. In der Entschließung wurden „Mittel zur hygienischen Propaganda und Präventivmedizin“ gefordert.
Die Associazione medica della città e provincia di Venezia druckte 2000 Exemplare der Erklärung.
Präfekt Nasalli ließ Postsendungen auf der Zentral Post und auf dem Bahnhof nach Ausdrucken der Erklärung durchsuchen, beschlagnahmen, beantragte das Vorgehen bei der Staatsanwaltschaft und intervenierte bei der lokalen Presse, um jegliche Erwähnung des Ereignisses zu verhindern.
Giolitti nahm das Geschehen sorgfältig zur Kenntnis und wies Nasalli telegrafisch zum Vorgehen an: „Ich bedaure zutiefst den Ausschlag und die kriminelle Aufregung der Krankenhausärzte. Rufen Sie die Führer der Bewegung sofort zusammen und informieren Sie sie über die Verantwortlichkeiten, denen sie gegenüberstehen, wenn sie in einer Agitation bleiben, die ein tatsächliches Verbrechen gegen ihre Stadt und ihren Königshof darstellt.“
Die harten Maßnahmen, welche dem Präfekten bei ihrer Auseinandersetzung mit widerspenstigen Ärzten zur Verfügung stehen, wurden im Rahmen einer parlamentarischen Anhörung von Antonio Casolini (* 4. April 1855 in Sersale (Catanzaro); 11. Juli 1932 in Catanzaro) einem Abgeordneten aus Catanzaro, erläutert. Für die öffentliche Äußerung alarmistischer Ansichten zu medizinischen Angelegenheiten könnten Ärzte verhaftet und nach dem Strafgesetzbuch wegen Anstiftung zur Straftaten angeklagt werden.
In seiner Autobiographie (Nasalli Rocca, 1946, S. 285) macht Nasalli Giolitti dafür verantwortlich, dass es die Cholera in Venedig offiziell nicht gab: „Cosicche a Venezia il colera in modo ufficiale non esistette mai.“ Vivante, 1917, S. 74
Von Seiten der Irredentisten wurde er als Österreicher anprangert und vorgeworfen er sei „von Österreich bezahlt worden, um die Italienerin der nicht eingelösten Gebiete zu unterdrücken.“

## Veröffentlichungen
- Memorie di un prefetto. Casa editrice mediterranea, Rom 1946. beniculturali.it (PDF; 5,3 MB)